# Australiens Grand Prix 1986
Australiens Grand Prix 1986 var det sista av 16 lopp ingående i formel 1-VM 1986.

## Resultat
1. Alain Prost, McLaren-TAG, 9 poäng
2. Nelson Piquet, Williams-Honda, 6
3. Stefan "Lill-Lövis" Johansson, Ferrari, 4
4. Martin Brundle, Tyrrell-Renault, 3
5. Philippe Streiff, Tyrrell-Renault (varv 80, bränslebrist), 2
6. Johnny Dumfries, Lotus-Renault, 1
7. René Arnoux, Ligier-Renault
8. Philippe Alliot, Ligier-Renault
9. Jonathan Palmer, Zakspeed
10. Teo Fabi, Benetton-BMW

### Förare som bröt loppet
- Patrick Tambay, Team Haas (Lola-Ford) (varv 70, för få varv)
- Nigel Mansell, Williams-Honda (63, däck)
- Riccardo Patrese, Brabham-BMW (63, elsystem)
- Keke Rosberg, McLaren-TAG (62, däck)
- Allen Berg, Osella-Alfa Romeo (61, för få varv)
- Derek Warwick, Brabham-BMW (57, bromsar)
- Christian Danner, Arrows-BMW (52, motor)
- Thierry Boutsen, Arrows-BMW (50, motor)
- Ayrton Senna, Lotus-Renault (43, motor)
- Andrea de Cesaris, Minardi-Motori Moderni (40, mekaniskt)
- Gerhard Berger, Benetton-BMW (40, motor)
- Huub Rothengatter, Zakspeed (29, upphängning)
- Alan Jones, Team Haas (Lola-Ford) (16, motor)
- Alessandro Nannini, Minardi-Motori Moderni (10, olycka)
- Piercarlo Ghinzani, Osella-Alfa Romeo (2, transmission)
- Michele Alboreto, Ferrari (0, olycka)

## VM-slutställning
| Förarmästerskapet 1. Alain Prost, McLaren-TAG, 72 2. Nigel Mansell, Williams-Honda, 70 3. Nelson Piquet, Williams-Honda, 69 | Konstruktörsmästerskapet 1. Williams-Honda, 141 2. McLaren-TAG, 96 3. Lotus-Renault, 58 |